# Fujiwara Kei (Regisseurin)
Fujiwara Kei (jap. 不二稿 京; * 12. März 1957 in der Präfektur Kumamoto in Japan) ist eine japanische Regisseurin, Kamerafrau und Schauspielerin. Sie ist vor allem als Theatermacherin tätig, hat aber auch experimentelle Horrorfilme produziert, die sich durch eine surreale, groteske und gewalttätige Bildsprache auszeichnen. Ein Ziel ihrer Arbeit als Filmemacherin ist es, die Zuschauer direkt mit Schmerz und Brutalität zu konfrontieren. Ihr filmisches Werk steht in der Tradition des „Body Horror“ und ist beeinflusst von Shin’ya Tsukamoto und David Cronenberg.

## Biografie
Fujiwara wuchs als Tochter einer armen Familie in der Präfektur Kumamoto auf. Als sie Anfang zwanzig Jahre alt war, zog sie nach Tokio, wo sie sich der Theatergruppe ihres zukünftigen Mentors, des Schriftstellers Jūrō Kara, anschloss. In den 1980er Jahren arbeitete sie eng mit dem Regisseur Shin’ya Tsukamoto zusammen; so spielte sie in dessen Cyberpunk-Film Tetsuo: The Iron Man die Rolle der namenlosen Freundin. Die Erfahrungen, die sie als „rechte Hand“ Tsukamotos sammelte, motivierte sie zur Produktion zweier Low-Budget-Filme: Organ (1996) und Ido (2005). Ihr Debüt Organ gilt als Kultfilm.

## Filmografie

### Als Regisseurin
- 1996: Organ
- 2005: Ido

### Als Schauspielerin
- 1973: Die Odyssee der Neptun
- 1986: Futsû saizu no kaijin
- 1987: The Great Analog World
- 1989: Tetsuo: The Iron Man
- 1996: Organ
- 2005: Ido
- 2014: Hanadama